# Enrique Marzo y Feo
Enrique Marzo y Feo (Alcalá de Henares, 1819 - 1892) fou un músic espanyol del Romanticisme. Als vint anys fou nomenat músic major d'un regiment de cavalleria, desenvolupant el mateix càrrec en d'altres. Fou un dels fundadors de la Societat de Concerts i professor d'oboè del Teatre Reial de Madrid. Escriví diverses composicions musicals i el que li donaria fama per la posteritat fou un Método de oboè con nociones de corno inglés, que fou declarat de text al Conservatori de Madrid.